# Caravan (Ray-Ban)
Caravan è un modello di occhiali da sole commercializzato nel 1957 dalla Ray Ban. La montatura è in lega placcata in oro (arista) mentre le lenti montate erano le nuove G-15 (nate nel 1953). 
Il nome dell'occhiale è dovuto alla forma delle lenti squadrate, che ricordavano gli oblò dei caravan dell'epoca. Fu utilizzato da attori come Anthony Edwards in top Gun, nel 1986, e da John Goodman in Always - Per sempre, nel 1989. Invece nel film Taxi Driver, del 1976, Robert De Niro indossa un modello simile, l'Aviator della Randolph (un'azienda fondata nel 1972) caratterizzato dalla forma più aerodinamica e le aste dritte invece che a mazza da golf.